# Droombeeld
Droombeeld is een artistiek kunstwerk in Amsterdam-West.
Het is een werk van Cephas Stauthamer, dat staat in het noordelijk deel van het Frederik Hendrikplantsoen en “bewaakt” als het ware een van de ingangen. Het stamt uit 1965. Van het werk is maar weinig bekend, een geabstraheerd dier in brons met opengesperde bek. Meest aangetroffen omschrijving is fabeldier of fantasiebeest met gelijkenis met een hond.  Dit staat in tegenstelling tot “Buitenkunst in Amsterdam” die er vooral ’s nachts een variant van de Sfinx van Gizeh in ziet. De Amsterdamkalender 2024 is het daarmee eens; zij zagen een leeuw.
Het beeld is weinig fotogeniek. Daar waar van andere beelden in Amsterdam, in de Beeldbank van het Stadsarchief Amsterdam meerdere foto’s voorhanden zijn, is er van deze slechts één. Ook daar is de omschrijving summier: "Dierfiguur C. Stauthamer". Voor de in het park spelende kinderen is het beeld minder griezelig; de slijtplekken op de rug laten zien dat er veelvuldig op gezeten wordt.

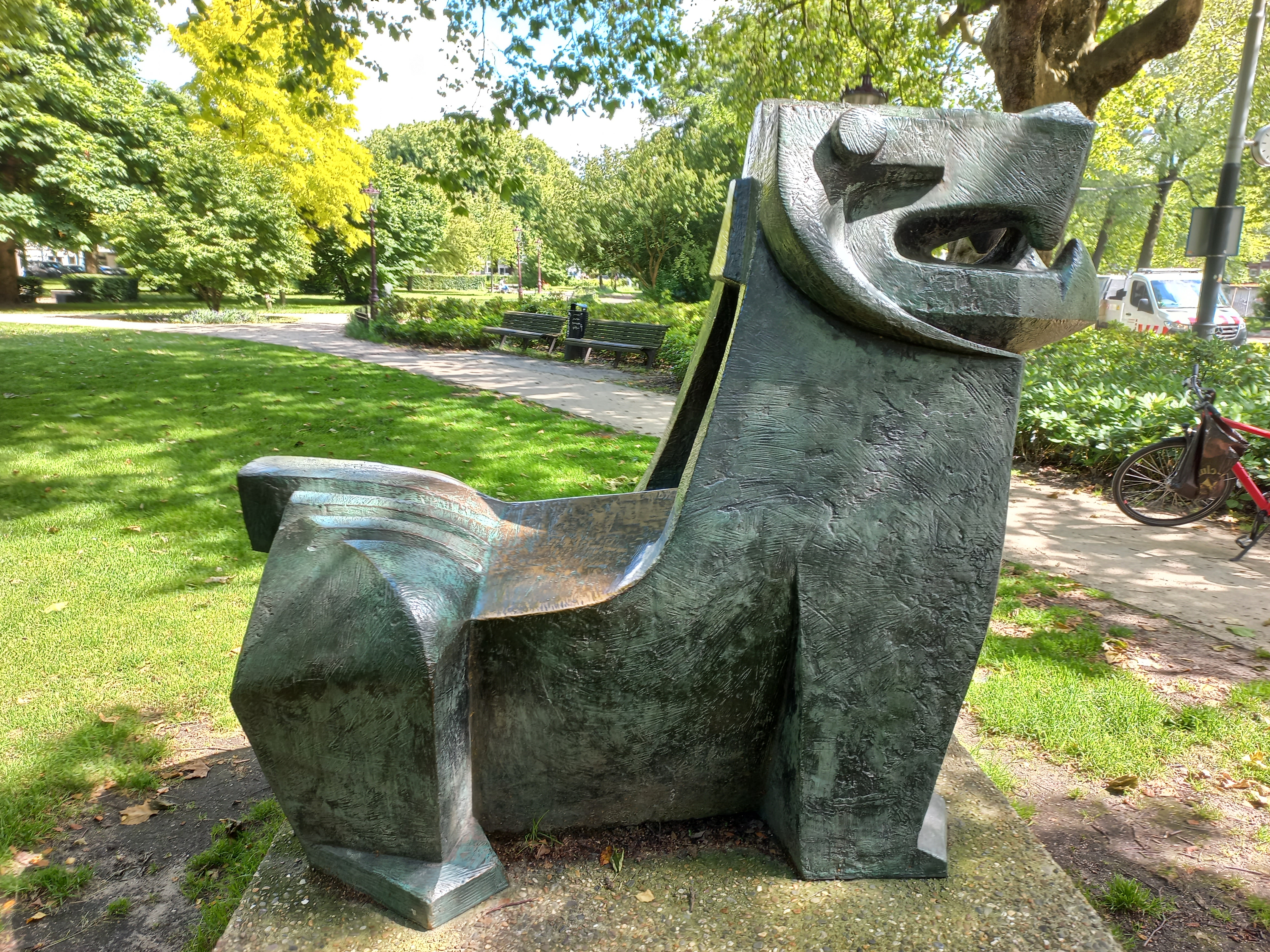
Droombeeld (juni 2024)